# Zámořské objevy

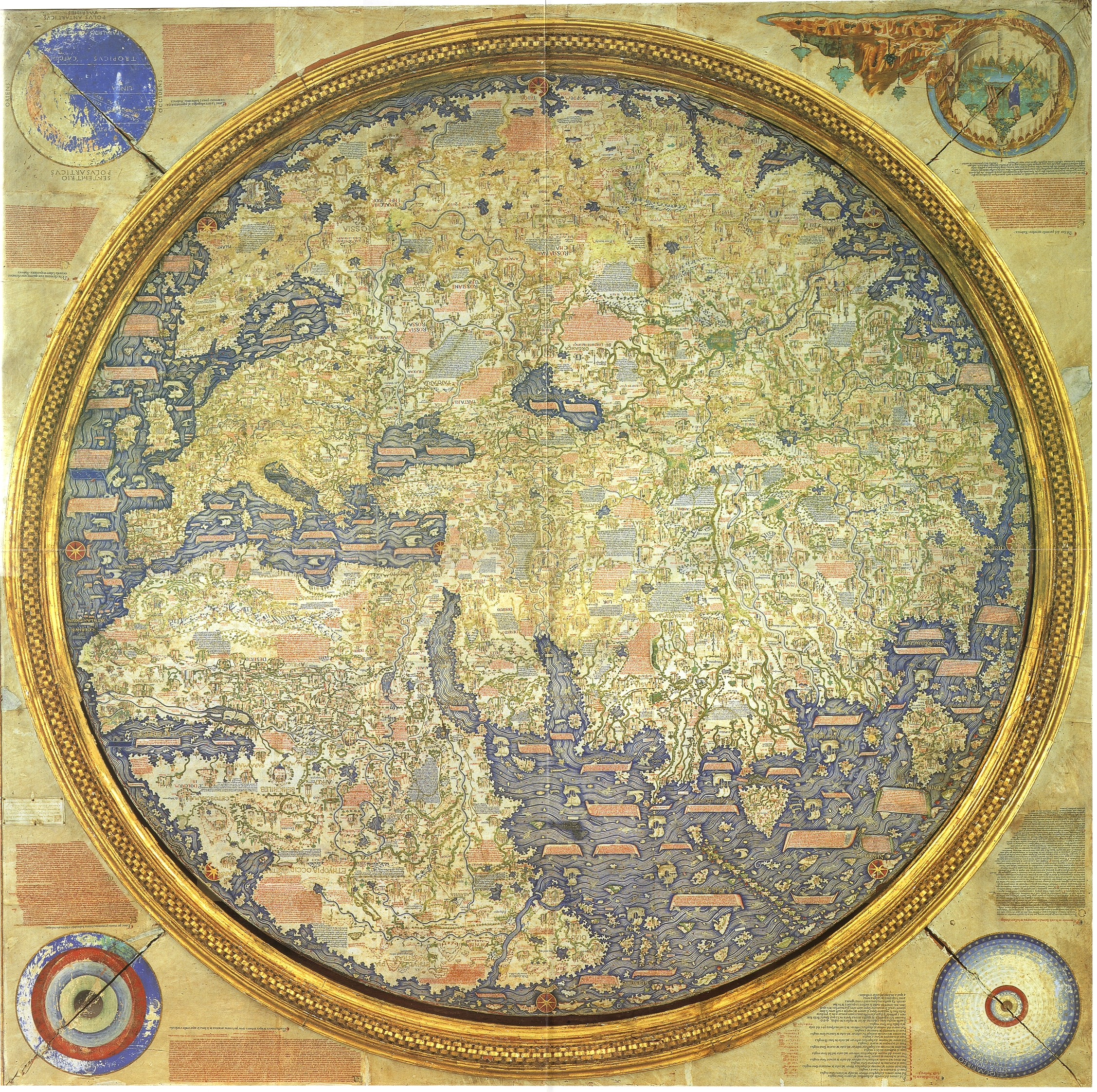
Mapa světa z roku 1459 (Benátky)

Historie geografických objevů popisuje pět tisíc let lidského úsilí poznat planetu, na které žije. V tomto dlouhém časovém úseku se střídala období usilovné snahy o poznání s obdobími klidnějšími, v jejichž průběhu se nesmazatelně zapsala do dějin dlouhá řada jmen.
K posouvání geografického obzoru vedla lidstvo řada motivů (obchodních, mocenských, náboženských, vědeckých, ale často i pouhá touha po dobrodružství). Podmínkou pro uskutečňování objevných cest se stal pokrok ve stavbě lodí a v mořeplavbě.

## Starověk

### Úvod
Období starověku se nejčastěji vymezuje období od 3. tisíciletí před naším letopočtem do 5. století našeho letopočtu – pádu Západořímské říše.
V hospodářském a kulturním vývoji lidstva sehrály velmi důležitou roli národy žijící v oblasti subtropického pásu. Tyto národy a kultury dělíme do dvou základních skupin:
- potamické kultury – kultury žijící při tocích velkých řek
- thalassické kultury – kultury žijící na mořském pobřeží

Nejstarší dochované zprávy o objevitelských počinech pocházejí z doby okolo 1500 př. n. l. Omezené možnosti pohybu člověka vedly k tomu, že se ohniska civilizací zprvu vyvíjela značně izolovaně. Do částečného styku přicházela až koncem starověku, a to díky rozvíjejícímu se obchodu a kolonizaci.
Velmi exponovanou oblastí byla oblast Středozemního moře, na rozhraní tří kontinentů – Afriky, jihozápadní Asie a jihovýchodní Evropy, kde vynikali zejména Egypťané, Féničané a později Řekové i Římané.

### Egypťané

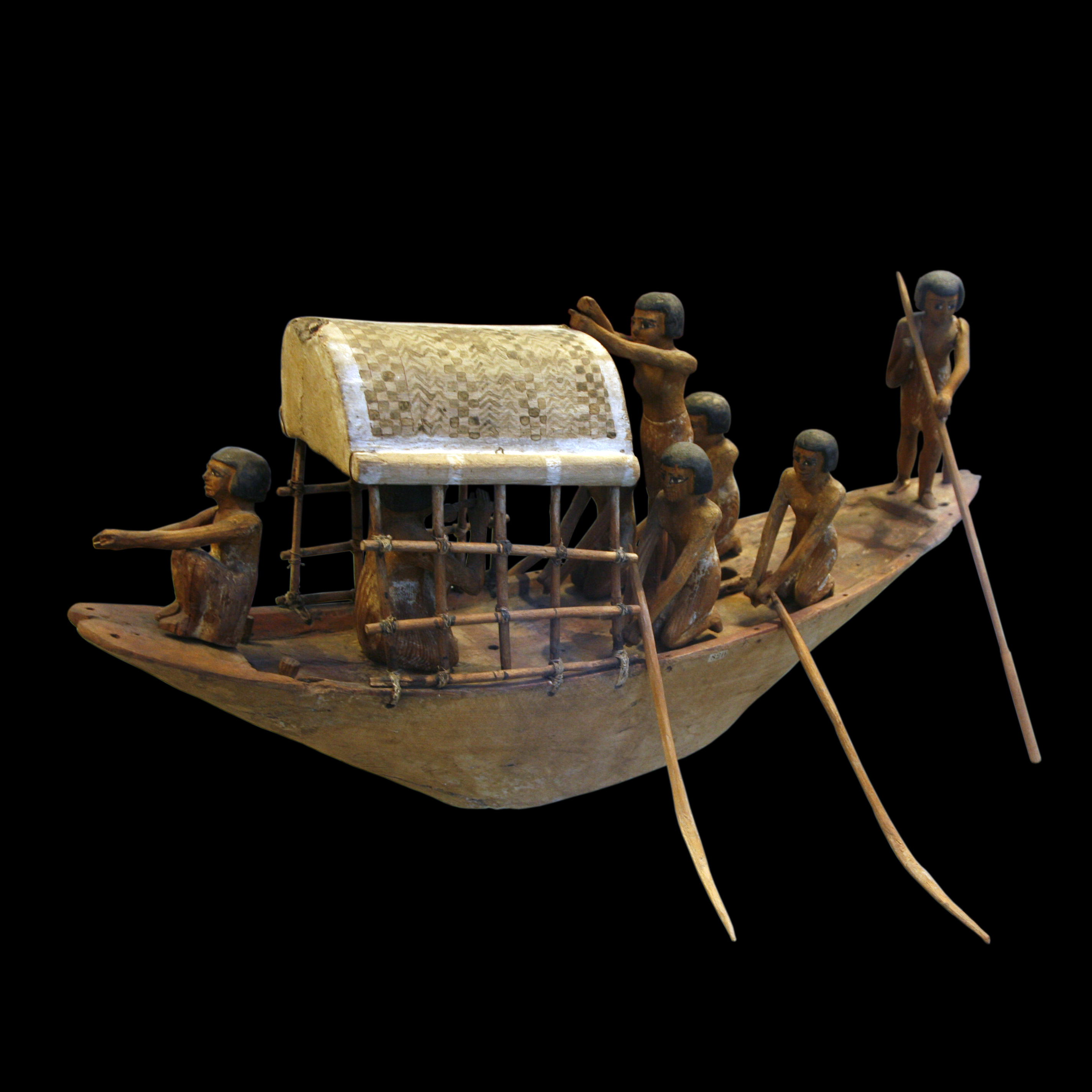
Tato plavidla (zvětšená) používali Egypťané na svých námořních cestách

#### 15. – 11. století př. n. l.
Egypťané dávali přednost životu na březích Nilu. Mořeplavba a objevitelské aktivity zde nebyly příliš vyvinuty zejména díky orientaci Egypta na zemědělskou výrobu. Většina obyvatel byla nesvobodná a negramotná, pracovala převážně v zemědělství.
Egypťané na cesty vyráželi pouze za obchodem. Nejstarší písemná zpráva o objevných plavbách pochází z poloviny 2. tisíciletí př. n. l. Je zaznamenána v egyptském chrámu Dér el-Bahrí u Théb. Vypovídá o tom, že se na příkaz královny Hatšepsovet vydala výprava do země Punt (Pwénet), aby byla objevena část země Bohů, kterou Egypťané znali jen z doslechu.
Od začátku světa nebylo žádnému panovníkovi nic podobného přivezeno. Text doprovází řada vyobrazení z této pozoruhodné cesty (lodě, obydlí a obyvatelé země Punt), odkud bylo dovezeno atraktivní zboží – eben, slonovina, zlato, kadidlo, myrha, vonné dřevo, ale i zvířata – paviáni.
V době uskutečnění této výpravy bylo již východní Středomoří a Rudé moře protkáno poměrně hustou obchodní sítí. Cenným artiklem byl například cedr (dovážený z území dnešního Libanonu) a měď ze Sinajského poloostrova.

### Féničané

#### 10. – 9. století př. n. l.
V 11. století př. n. l. získali nadvládu v oblasti Středomoří Féničané (Fénicii tvořila skupina městských států, z nichž nejvýznamnější byly Týros a Sidon), jejichž domovinou byl úzký pruh úrodného pobřeží dnešního Libanonu, na rozhraní starověkých kultur Egypta, Mezopotámie a evropského Středomoří.
Féničané vynikali jako zemědělci (olivy a víno), ale zejména jako obchodníci a zdatní mořeplavci. Velmi často hráli roli obchodního prostředníka mezi sousedy. Jejich vztah ke vzdělanosti, filozofii nebyl tak hluboký jako u Řeků.
Písemných zpráv o jejich cestách se mnoho nedochovalo. Byly součástí jakéhosi obchodního tajemství, o němž nechávali záznamy jen výjimečně (podobně jako Španělé či Portugalci v počátcích velkých objevů). Dochované informace jsou většinou jen zprostředkované a nezřídka kdy i zpochybňované.
Bible popisuje bájnou výpravu do země Offir, záhadné Země Zlata, kterou Féničané uskutečnili na popud krále Šalomouna v roce 945 př. n. l. Také poloha Offiru je zahalena tajemstvím. Někteří historikové odhadují polohu Offiru někde v Indii či dokonce až v Peru, ale je téměř nemožné, aby se dostali až tak daleko. Mnohem pravděpodobnější bude tvrzení, že se jedná o území někde na pobřeží Somálska či Mosambiku.
Podle antického historika Hérodota, který kolem roku 450 př. n. l. procestoval Egypt, byl faraon Neko II. prvním kdo v letech 606 př. n. l. – 604 př. n. l. vyslal fénické plavce, aby se pokusili plout Rudým mořem na jih do Indického oceánu, tak dlouho dokud jim to podmínky dovolí. Potraviny získávali tím, že nějaký dlouhý čas kotvili u břehu, přitom zaseli, počkali na úrodu a pak pokračovali v plavbě. Třetím rokem propluli Heraklovými sloupy a poté dospěli do Egypta. Při obeplouvání jižního cípu Afriky, dnešního mysu Dobré naděje prý viděli slunce na pravé straně, to znamená na severu. Tento údaj byl příčinou toho, že Hérodotos i jiní antičtí historikové zprávě nevěřili, pro dnešní historiky však toto tvrzení představuje důkaz, že se Féničané octli opravdu až na jihu Afriky. Problémem však zůstává, jak propluli od Senegalu k Gibraltaru, neboť tehdejší technika plavby nedovolovala lodím překonat silný Kanárský proud a severní větry u západní Afriky. Zpráva o cestě se zachovala ve IV. knize Hérodotově. Neko II. vládl v letech 610–595 př. n. l.
Od počátku 1. tisíciletí př. n. l. do začátku letopočtu neměli Féničané ve Středomoří žádné konkurenty. Na svých cestách zakládali při pobřežích kolonie, z nichž nejvýznamnější je Kartágo (založené asi kolem roku 825 př. n. l.), které se vyznačovalo značnou ekonomickou, ale i vojenskou expanzí.
Lodě Féničanů vyplouvaly i do Atlantiku a k břehům Británie pro cín (nezbytný pro výrobu bronzových zbraní).

### Kartáginci

#### 825 – 146 př. n. l.
Kartáginci uskutečňovali složité a nákladné námořní expedice. První písemná zpráva – původně punsky psaná zpráva – o plavbě byla v helénistické době přeložena do řečtiny a pod názvem Periplús poprvé vytištěna v úpravě českého humanisty a filologa Zikmunda Hrubého z Jelení v Basileji roku 1533 – se dochovala o výpravě pod vedením Hannóna, uskutečněné kolem roku 500 př. n. l.
Flotila 60 lodí vyplula z Kartága s cílem najít vhodná území pro zakládání kolonií. Proplula Herkulovými sloupy (Gibraltar) a podél pobřeží západní Afriky se dostala k dosud neznámému světu. Po dlouhé plavbě spatřili její účastníci „zemi v plamenech“ s mohutnou horou uprostřed, kterou nazvali „Kočár bohů“. Přistáli u ostrova – obývaného „lesními muži“, který byl nejzazším bodem plavby. Odtud se navrátili zpět.
Odborníci se domnívají, že se mohlo jednat o oblast Guinejského zálivu a o Kamerunskou horu, která je jedinou sopkou při západním pobřeží Afriky.

### Řekové

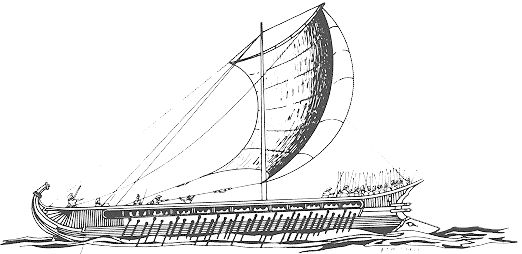
Řecká triréma

#### 7. – 2. století př. n. l.
Řekové byli prvním národem, který se nejen vydával na cesty do neznámých zemí, ale který také o svých objevech zanechal rozsáhlé a relativně ucelené záznamy. Obchodníky a kupci se stali mimo jiné také díky jejich společenskému zřízení – řada svobodných obchodníků a řemeslníků. Rovněž přírodní poměry Řecka – hornatý terén nevhodný k pěstování obilovin a jiných tehdy rozšířených plodin – neumožňovaly věnovat se rozsáhleji zemědělské produkci.
Řekové byli vzdělaný národ, řada kapitánů zaznamenávala průběh svých cest i zajímavosti, které v cizích krajích viděli.
Vydávali se z otrokářských městských států, které vyrostly na březích a ostrovech v Egejském moři, na všechny světové strany. Obdobně jako Féničané budovali podél středomořského i černomořského pobřeží své kolonie. K nejvýznamnějším patřily Syrakusy, Messina a Massilie – jedno z největších řeckých obchodních středisek.
Představu o řeckém geografickém obzoru podávají nepřímo Homérovy eposy Ilias a Odysea ze 7. století př. n. l.
Za nejvýznamnějšího řeckého cestovatele může být označen Pýtheás z Massilie (4. století př. n. l.). Motivem jeho cest na sever byl obchod – toužil získat jantar a cín. Z jeho popisu cesty se dochovaly jen zlomky. Pro antické autory (např. Strabón, Polybios) byly popisy Pýthea natolik překvapivé, že jim nedůvěřovali. Proto neměly pro starověký obraz Evropy takový význam, jaký by si zasloužily.
Pýtheás se plavil po moři průlivem mezi Británií (jako první použil název Británie) a Irskem, podél pobřeží Skotska až k Orknejím. Odtud plul ještě šest dní na sever, až se před ním na obzoru objevila bájná Thule (snad Island či pobřeží Norska). Zde se moře proměnilo v tuhou hmotu, po níž již nebyla možná plavba lodí. Je pravděpodobné, že se dostal až k severnímu polárnímu kruhu a popsal zamrzlé moře a Slunce, které nikdy nezapadá. Po staletí zůstávala Thule severní hranicí známého světa.
Nejdelší kombinovanou cestou starověku (po moři i pevnině) uskutečnil největší válečník a dobyvatel – Alexandr Makedonský. Na svých výpravách proti Peršanům vtáhl až do údolí řeky Indu. Během tažení byla prováděna i přírodovědná pozorování a byly vyhotoveny mapy dobytých území. Alexandr Makedonský přispěl k tomu, že se geografický obzor řeckého světa zdvojnásobil. Na dobytých územích zakládal města, z nichž 20 neslo jeho jméno. Dnes již z nich zbyla pouze Alexandrie na egyptském pobřeží.
Za cestovatele je možné považovat také většinu řeckých geografů. Jejich cesty směřovaly převážně do Středomoří, Černomoří a severní Afriky. Své zkušenosti shrnuli v popisných geografických dílech (Gés periodos), často velmi rozsáhlých, doprovázených mapami.
Stav dosavadního zeměpisného vědění a poznání shrnul ve svém devítidílném spise Historia Hérodotos (5. století př. n. l.). Navštívil řadu zemí, o kterých psal – například: Persii, údolí Nilu až po Asuán. Vyslovil mylnou domněnku o spojitosti Nilu a Nigeru, která vědce mátla ještě v 19. století.
Popis známé ekumeny shrnul Eratosthenés (3. století př. n. l.) ve spise Geografika.

### Římská říše
V období největší slávy Římské říše k žádným významným objevům nedošlo, neboť římská expanze probíhala především po pevnině a jejich námořní lodě zřídkakdy opouštěly poměrně dobře zmapované Středomoří.

## Středověk

### Vikingové

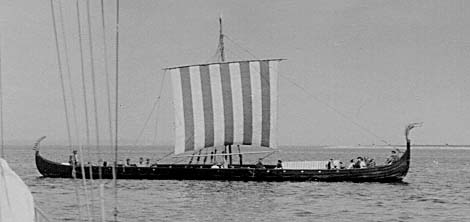
Vikinská loď

Vikingové byli první skupina evropských národů, která navázala na starověké objevitelské cesty a začala znovu mapovat zámoří. Podařilo se jim postupně kolonizovat Island, Grónsko a kolem roku 1000 se Leif Eriksson doplavil až do Severní Ameriky.
Podle severských ság norský Viking Leif Eriksson koupil kolem roku 1000 loď od Bjarni Herjolfssona a vydal se s dalšími muži najít zemi, kterou Herjolfsson na západě spatřil. Propátrali část pobřeží Severní Ameriky a přezimovali v zemi, kterou nazvali Vinland – Země pastvin (nebo také Země vína). Podle archeologických výzkumů se patrně jednalo o Newfoundland, v jehož severní části byla osada, odpovídající popisům ság, nalezena. Objevil ji v roce 1960 norský badatel Helge Ingstad u dnešního L'Anse aux Meadows.

### Vrcholný středověk
V období vrcholného středověku evropské země neprovozují mořeplavbu do vzdálených zemí. Důvodem je její vysoká nákladnost a malé technické vybavení, které snižovalo pravděpodobnost úspěchu a návratnost vynaložených investic. Mořeplavbu realizuje především Itálie v poměrně dobře zmapovaných vodách Středozemního a Černého moře a hanza (obchodní svaz německých měst), která jako jediná organizace realizuje dálkový obchod. Hanza byla založena v polovině 12. století a fungovala až do poloviny 17. století.
Ke geografickým objevům v té době dochází téměř výhradně po souši, a to především v souvislosti s křížovými výpravami.

### Příčiny zámořských plaveb
1. Turci ovládli Blízký východ (1453 – dobytí Konstantinopole) – omezení obchodu
2. Nedostatek zlata a stříbra v Evropě
3. Růst poptávky po luxusním zboží a střelném prachu
4. Snaha objevovat a ovládnout nová území

### Portugalská expanze

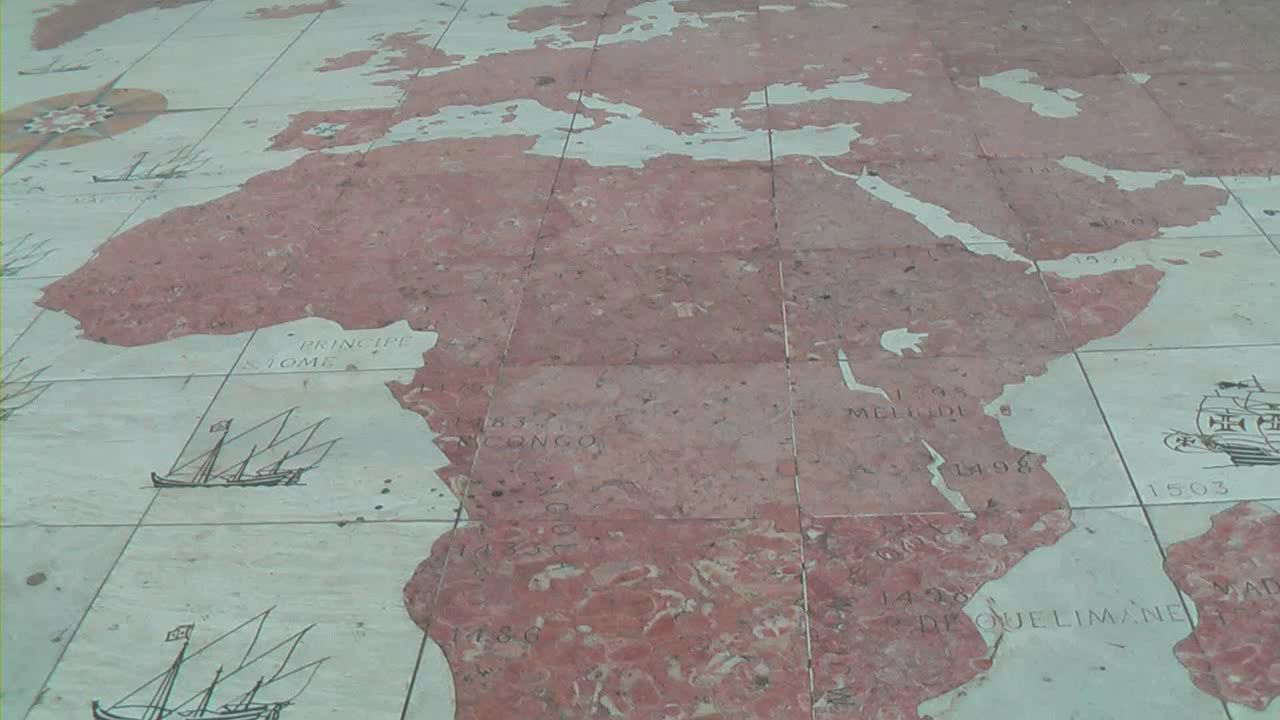
Dlažba mapující portugalské zámořské objevy v 15. a 16. století, Lisabon.

Teprve na sklonku středověku začínají dálkovou mořeplavbu podporovat některé evropské země, zejména Portugalsko a Španělsko. Obě země měly až do 13. století značné potíže s potlačováním maurské expanze, teprve po vítězné bitvě u Las Navas de Tolosa v roce 1212 došlo k významnému obratu v bojích ve prospěch křesťanstva a v obou zemích tak dochází k pozvolnému rozvoji hospodářství i techniky na takovou úroveň, která by umožnila uskutečnit dalekosáhlé plány zámořských plaveb.

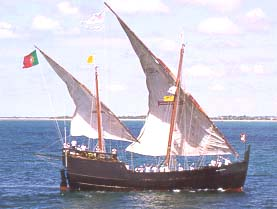
Portugalská karavela

V roce 1411 uzavřelo Portugalsko dočasně mír s Kastilií, což byla událost poměrně nevýznamná, ovšem umožnila obrátit síly jinam, a to na severoafrické maurské město Ceutu, které bylo roku 1415 dobyto, čímž Portugalci získali první kolonii mimo evropské území. Ceutu sice roku 1437 Portugalci opět ztratili, ovšem i za krátkou dobu svého tamějšího působení pochopili, že Afrika je kontinent bohatý na slonovinu, zlato i jiné obchodní artikly, ač maurská hegemonie neumožňovala dostat se k africkému bohatství suchozemskou cestou. Proto se nabízelo řešení vyhnout se državám Maurů cestou po moři. Patronem těchto plánů se stal třetí syn portugalského krále Jana I. Jindřich, zvaný Mořeplavec. Tento muž pak nashromáždil značné množství geografických znalostí o tehdejším světě i technických pomůcek k mořeplavbě a začal organizovat objevitelské plavby.
Roku 1433 byl obeplut mys Bojador, ležící na 26° severní šířky, o němž se do té doby věřilo, že kdo jej obepluje, zahyne horkem. Příští plavby pak napomáhaly k poznávání dalších částí Afriky a jejího bohatství, díky němuž se výpravy začaly asi od poloviny 15. století finančně vyplácet. V roce 1460 sice Jindřich Mořeplavec zemřel, avšak Portugalci v rozvoji mořeplavby neustali, živíce naději, že snad brzy dosáhnou i jižního cípu Afriky, a otevřou si tak cestu do legendárně bohaté Indie. I papež Kalixtus III. svou bulou z roku 1456 potvrdil Portugalcům přednostní právo na objevení cesty do Indie. V letech 1475–1479 musely objevné plavby na čas ustat, neboť vypukla nová válka s Kastilií, a tak k dosažení bájného mysu došlo až roku 1488 pod vedením zkušeného námořníka Bartolomea Diaze. Mys byl králem Janem II. nazván mysem Dobré naděje. Diaz tento mys původně nazval Bouřlivý.

### Španělská expanze a rozdělení sfér vlivu
V té době už se o zámořské plavby pokoušely i jiné přímořské státy, zejména Španělsko, které rovněž pochopilo, že za mořem může ležet velké bohatství. Finanční ztráta, kterou neúspěch takové výpravy znamenal, ale dlouho bránila uskutečnění, nikdo nechtěl riskovat tak, jako před půl stoletím Jindřich Mořeplavec a když byl španělské královně Isabele Kastilské předložen návrh zadluženého Janovana Kryštofa Kolumba na objevení Indie západní cestou, pověření španělští učenci návrh dlouho zvažovali a několikrát dokonce zavrhli. Nicméně cesta na západ se nakonec pro Kolumbovu nezlomnost přece jen uskutečnila a 12. října 1492 tak byl objeven nový světadíl. Tato událost je často považována za počátek novověku.
Když se Kolumbus vrátil do Evropy se zprávou, že nalezl cestu do Indie (čemuž pak až do své smrti roku 1506 věřil), Portugalci se obávali, že v této vzdálené kolonii získají Španělé nežádoucí vliv a proto chvatně zorganizovali plavbu kolem Afriky, jejímž kapitánem byl Vasco da Gama. Tato výprava se uskutečnila v letech 1497–1499 a ač stála život více než dvě třetiny účastníků, vyvolala u portugalského dvora nadšení, neboť dovezené zboží náklady bohatě zaplatilo.

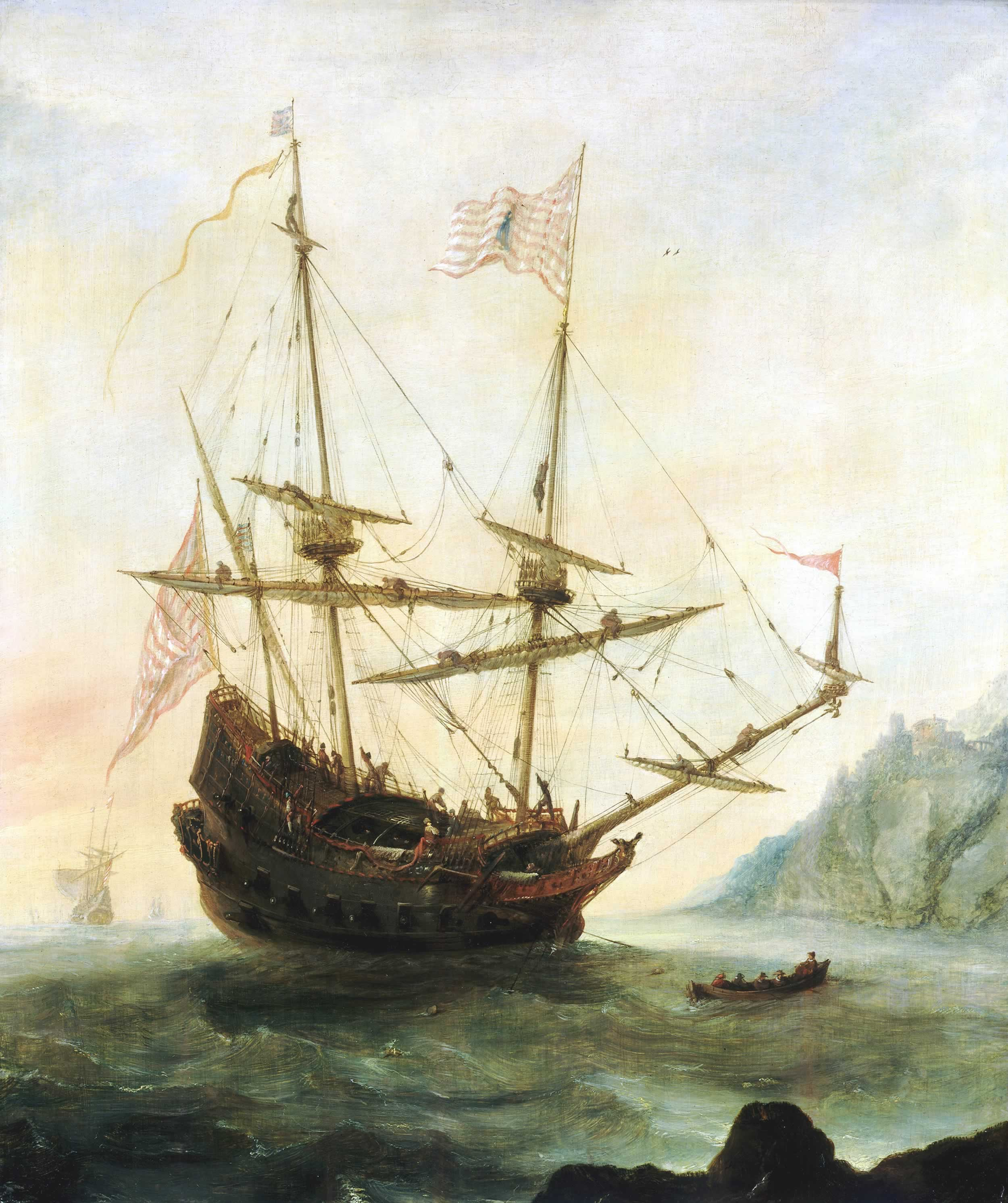
Španělská karaka

Už před touto významnou cestou, v roce 1494, se Španělé a Portugalci dohodli na rozdělení sfér vlivu – tordesillaskou smlouvou stanovili hranici na odhadovanou polovinu vzdálenosti mezi Kapverdami a Antilami, tedy na 46° západní délky. Nově objevená území na východ od této hranice měla patřit Portugalsku, západní Španělsku. O několik let později byla stanovena také východní hranice na 134° východní délky, čímž byla Země rozdělena na poloviny – španělskou a portugalskou.
V těchto letech proběhly také další objevné cesty – v roce 1497 dorazil Ital Giovanni Caboto k břehům Severní Ameriky. V roce 1500 Španěl Vicente Yáñez Pinzón objevil Brazílii, k níž o tři měsíce později dorazil také Portugalec Pedro Álvares Cabral a díky tordesillaské smlouvě ji prohlásil za portugalský majetek. Amerika byla dále zkoumána – Florenťan Amerigo Vespuci poznal, že nejde o Indii, ale o zcela nový kontinent; Španěl Vasco Nunez de Balboa přešel v roce 1513 panamskou šíji, a jako první Evropan tak spatřil Tichý oceán, který nazval Jižní moře. Roku 1515 Portugalci objevili Moluky, které však byly tak vzdálené, že inspirovaly Ferdinanda Magellana k myšlence, zda by to k nim přece jen nemohlo být západní cestou blíž. Proto v letech 1519–1522 uskutečnil výpravu, při níž na Filipínách zahynul. Výpravu dokončila pouze loď Victoria pod vedením Juan Sebastiana del Cano a stala se tak první lodí, která vykonala plavbu kolem světa. Výprava významným způsobem přispěla k rozšíření geografických vědomostí a poprvé bylo možné poměrně přesně určit rozměry Země.
Od roku 1519 začal španělský conquistador Hernando Cortés s dobýváním říše Aztéků.

### Britští objevitelé

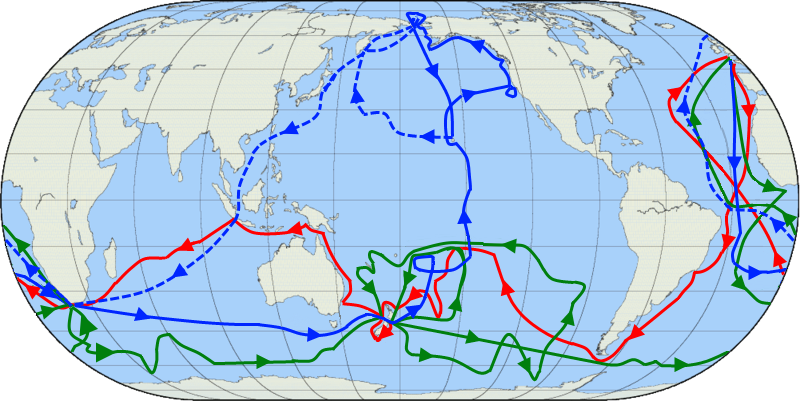
Trasy plaveb Jamese Cooka:
První plavba Jamese Cooka
Druhá plavba Jamese Cooka
Třetí plavba Jamese Cooka

Roku 1588 Angličané pod vedením Francise Drakea zničili španělskou Neporazitelnou armádu a započali svou vlastní koloniální expanzi. Sám Drake pak jako druhý Evropan podnikl plavbu kolem světa. Britové, Francouzi a Holanďané začali v zámoří zakládat obchodní stanice, skrze které začali později soupeřit o monopol na dovážené zboží, které dříve získat nemohli.
James Cook byl slavný britský mořeplavec a objevitel. Nejvýznamnější byly jeho tři plavby mezi lety 1768 a 1779, ve kterých probrázdil vody všech oceánů a jako první Evropan prozkoumal Austrálii, Nový Zéland, Indonésii a Havaj.

### „Alternativní“ pohledy na objevení Ameriky
- O tom, že Amerika mohla být objevena Čínou kolem roku 1421, za vlády císaře Ču Ti, píše Gavin Menzies v knize 1421: rok, kdy Čína objevila svět[3] a existuje i dvoudílné anglické video 1421: The Year China Discovered America?[4]